# Maniago
Maniago é uma comuna italiana da região do Friuli-Venezia Giulia, província de Pordenone, com cerca de 11.702 habitantes. Estende-se por uma área de 69 km², tendo uma densidade populacional de 170 hab/km². Faz fronteira com Andreis, Arba, Fanna, Frisanco, Montereale Valcellina, San Quirino, Vajont, Vivaro.

## Demografia
| Variação demográfica do município entre 1861 e 2011                               |
|                                                                                   |
| Fonte: Istituto Nazionale di Statistica (ISTAT) - Elaboração gráfica da Wikipedia |